# Cabaret (Haïti)
Cabaret (Haïtiaans-Creools: Kabarè) is een stad en gemeente in Haïti met 68.000 inwoners. De plaats ligt aan de Golf van Gonâve, 21 km ten noorden van de hoofdstad Port-au-Prince. De gemeente maakt deel uit van het arrondissement Arcahaie in het departement Ouest.
In de tijd van de dictators François en Jean-Claude Duvalier werd het Duvalierville genoemd. Er wordt sisal en fruit verbouwd. Er is een vissershaven.

## Indeling
De gemeente bestaat uit de volgende sections communales:
| Nr. | Naam                      | Km²    | Inw.2015 |
| --- | ------------------------- | ------ | -------- |
| 1   | Boucassin                 | 11,77  | 849      |
| 2   | Boucassin                 | 40,01  | 62.978   |
| 3   | Source Matelas            | 35,55  | 1.798    |
| 4   | Fonds des Blancs (Casale) | 115,03 | 2.620    |